# Михасюк Іван Романович
Михасюк Іван Романович  (нар. 15 травня 1935, Берестя)  — доктор економічних наук, професор кафедри економіки підприємства, заслужений професор Львівського національного університету імені Івана Франка, професор економічних наук Республіки Польща, академік Академії наук вищої освіти України. Заслужений працівник освіти України (2019).

## Біографія
Народився 15 травня 1935 року в м. Брест-над-Бугом, Поліське воєводство, Друга Річ Посполита (тепер Республіка Білорусь) у родині гімназійного професора німецької мови та латині Михасюка Романа Олександровича (1892—1974 рр.) та Михасюк Марти Микитівни (1909—1997 рр.). У 1953—1958 рр. навчався на економічному факультеті у Львівському сільськогосподарському інституті за спеціальністю агроном-економіст, який закінчив з відзнакою. У 1958—1959 рр. — агроном-економіст колгоспу імені М. Щорса,Куликівського району Львівської області, 1959—1962 рр. — інженер-ґрунтознавець експедиції Географічного товариства Львівського університету та «Укрземпроекту».

## Наукова діяльність
З 1962 р. вступив до аспірантури Львівського сільськогосподарського інституту, яку завершив у 1964 р. та захистив кандидатську дисертацію на тему «Економічна оцінка землі в колгоспах Західного регіону УРСР».
З 1964—1967 рр. — асистент кафедри економіки Львівського сільськогосподарського інституту, з 1967 р. — доцент кафедри політекономії Львівського державного університету імені Івана Франка. У 1970 р. на об'єднаній науковій раді Ленінградського сільськогосподарського інституту та Ленінградського державного університету захистив докторську дисертацію на тему «Земельний кадастр і диференціальна рента».
У 1971—1975 рр. — професор кафедри політекономії Львівського державного університету імені Івана Франка, 1975—1997 рр. — професор, завідувач кафедри економічного і соціального планування Економічного факультету Львівського державного університету імені Івана Франка, з 1997 р. — професор, завідувач кафедри економіки підприємства Економічного факультету Львівського державного університету імені Івана Франка. Протягом 1975—1983 рр. — Декан Економічного факультету Львівського державного університету імені Івана Франка
Читав лекції з економіки у Університеті імені Марії Кюрі-Склодовської (м. Люблін, Республіка Польща, 1979 р.). Виступав із науковими доповідями в університетах: Хоккайдоському університеті (м. Саппоро, Японська держава, 1983 р.), Коїмбрському університеті (м. Коїмбра, Португальська Республіка, 1985 р.), Темплському університеті (м. Філадельфія, Сполучені Штати Америки, 1994 р.) та Колумбійському університеті (м. Нью-Йорк, Сполучені Штати Америки, 1995 р.). Також у Вищому науково-освітньому центрі Раумберг-Гумпенштайн (м. Раумберг, Республіка Австрія, 2002 р.) та ВНЗ Австрії (Відень, 1998 р.), Польщі (2001 р., 2002 р.), Туреччині (2006 р.),

### Наукові праці
Розробив і опублікував методику економічної оцінки в господарствах Західного регіону України; науковий керівник колективу авторів концепції розвитку АПК Львівщини; учасник розробки Земельного
кодексу України, низки програм виходу України з кризи; сформував наукову школу «Регулювання єврорегіональної економіки в умовах глобалізації».
Професор Михасюк І. Р. здійснює наукове керівництво аспірантами, докторантами. Він підготував 43 кандидати (у т. ч. 2 громадян КНР, 1 — Іраку) та 6 докторів наук. Опублікував понад 400 наукових праць, 5 підручників із грифом МОН України (співавт., наук. редактор), понад 15 монографій, зокрема:
- «Використання економічної оцінки землі в колгоспах» (1965)
- «Основи регулювання економічного і соціального розвитку регіонів» (1995, співавтор);
- «Регіональна економіка» (Львів, 1998),
- «Державне регулювання економіки» (Львів, 1999; К., 2000; 2002),
- «Регіональна економічна політика» (Львів, 2001),
- «Регулювання земельних відносин» (Львів, 2002),
- «Державний менеджмент в умовах глобалізації» (Львів, 2003),
- «Основи глобальних економічних відносин» (Львів, 2003),
- «Менеджмент глобальної економіки» (Львів, 2004),
- «Глобалізація і єврорегіоналізація» (Львів, 2005),
- «Державне регулювання економіки» (Львів, 2006),
- «Глобальна економіка» (К., 2007),
- «Розвиток транскордонного підприємництва в українсько-польських єврорегіонах» (Львів, 2008),
- «Глобальні проблеми євроінтеграції і Україна» (Львів, 2008),
- «Державне регулювання економіки в умовах глобалізації» (Львів, 2010),
- «Глобальні світові відносини: місце України» (Львів, 2011),
- «Глобалізація і Україна у зовнішньоекономічній діяльності» (Львів, 2012),
- «Міжнародна економіка» (Львів, 2014),
- «Ризики суб'єктів господарювання в глобальному просторі» (Львів, 2014),
- «Регуляторна політика в аграрному секторі економіки України» (Львів, 2014).

Понад 10 навчальних посібників, навчально-методичних розробок і статей опубліковано у наукових виданнях вузів Польщі, в яких професор Михасюк І. Р. працював протягом останніх 15 років на посаді професора (у вільний від роботи час).
Іван Романович Михасюк — член редколегії наукового журналу НАН України «Регіональна економіка», журналу «Молодь і ринок», Вісника Львівського національного університету імені Івана Франка (серія економічна), член спеціалізованої вченої ради Д35.051.01 із захисту докторських і кандидатських дисертацій Економічного факультету Львівського національного університету імені Івана Франка. Працював членом експертного Комітету ВАК України (2 каденції), позаштатним консультантом комітету Верховної Ради України з питань аграрної політики та земельних відносин. У 1980 році нагороджений Міністерством освіти СРСР нагрудним знаком «За відмінні успіхи у роботі», а у 1983 р. — срібною медаллю ВДНГ.

## Родина
Дружина — Лариса Григорівна Михасюк (1943-дотепер)- художник-реставратор;
Дочки — Наталя Іванівна Михасюк (1964-дотепер) — художник-дизайнер, Ірина Іванівна Михасюк (1967-дотепер) — історик

## Нагороди і відзнаки
- Заслужений професор Львівського університету (2001)[1]
- Заслужений працівник освіти України (22 січня 2019) — за значний особистий внесок у державне будівництво, зміцнення національної безпеки, соціально-економічний, науково-технічний, культурно-освітній розвиток Української держави, вагомі трудові досягнення, багаторічну сумлінну працю[2]